# Viking Airlines
Viking Airlines war eine schwedische Charterfluggesellschaft mit Sitz in Stockholm. 

## Geschichte
Viking Airlines wurde 2003 gegründet und nahm am 5. Mai 2003 den Flugbetrieb mit zwei McDonnell Douglas MD-83 auf. Nachdem sie bereits seit Oktober 2010 unter Gläubigerschutz stand und den Flugbetrieb eingestellt hatte, wurde sie im Frühjahr 2011 endgültig für insolvent erklärt.

## Flugziele
Zuletzt betrieb Viking Airlines Basen in Athen, Glasgow, Heraklion, Manchester, Stockholm und Gatwick und bot hauptsächlich Flüge von Großbritannien und Schweden in den Mittelmeerraum an.

## Flotte
Mit Stand November 2010 bestand die Flotte der Viking Airlines aus vier Flugzeugen:
- 1 Boeing 737-300
- 3 Boeing 737-800